# Hambašský les
Hambašský les (německy Hambacher Forst, historicky označovaný jako Bürgewald nebo Die Bürge a slangově přezdívaný jako Hambi) je zbytek kdysi rozsáhlého lesa východně od Jülichu mezi městy Cáchy (Aachen) a Kolín nad Rýnem v německé spolkové zemi Severní Porýní-Vestfálsko. Jedná se o posledních 200 ha lesa, který původně zaujímal rozlohu více než 4000 ha a od roku 1978 byl postupně vykácen kvůli rozšiřování hnědouhelného Dolu Hambach společnosti RWE. Snaha o záchranu zbytků Hambašského lesa se stala předmětem soudních sporů i protestních akcí aktivistů nejen z Německa, ale i z dalších evropských zemí.

## Charakteristika území

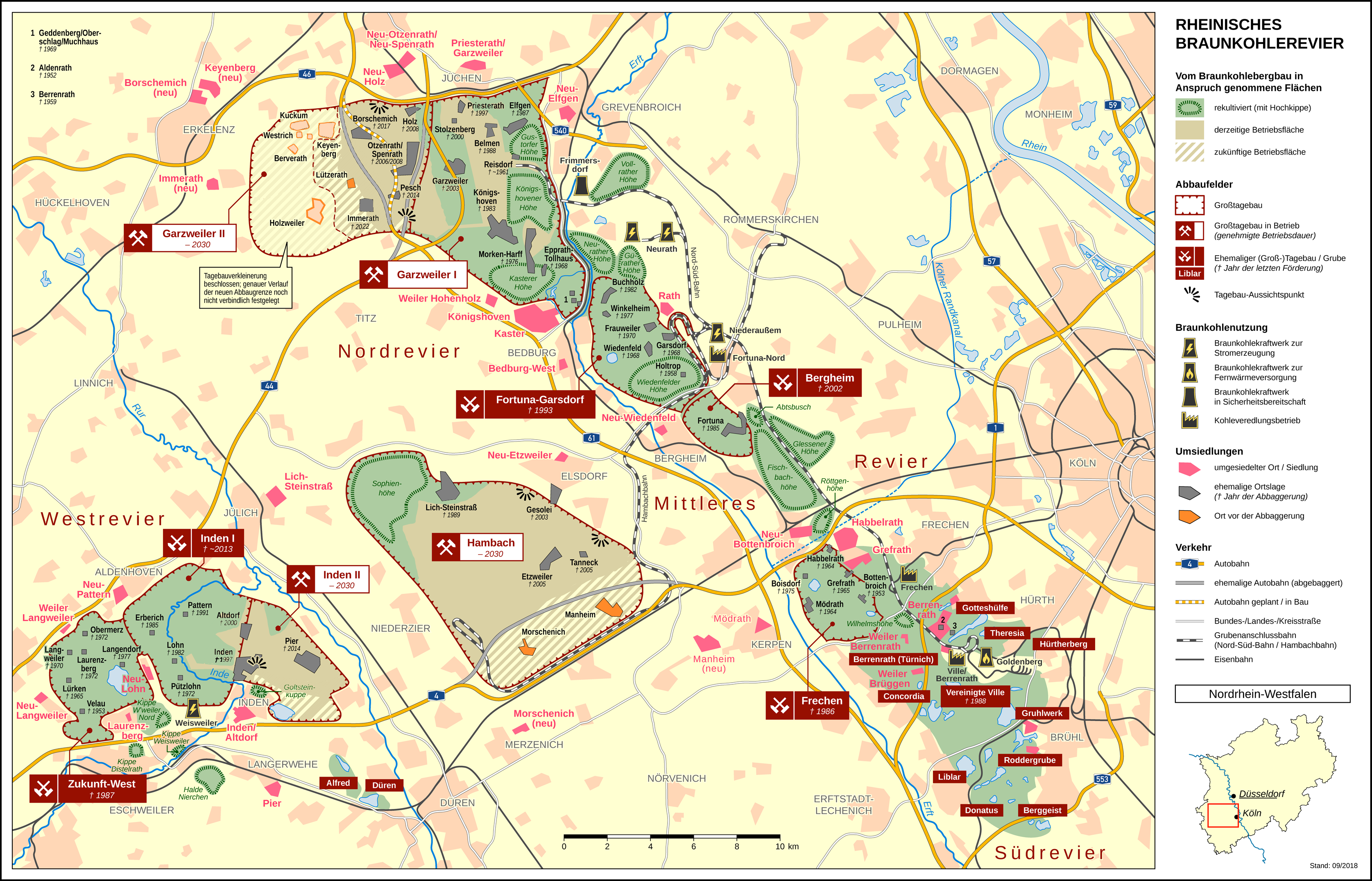
Zbytky lesních porostů v těžebním prostoru Dolu Hambach

Na území, které bylo od poslední čtvrtiny 20. století již téměř odtěženo, se kdysi rozkládal rozsáhlý les, největší v oblasti celého Porýní, jehož unikátnost spočívala v tom, že lesy v této lokalitě existovaly nepřetržitě od poslední doby ledové, tj. po dobu zhruba 12 000 let. Po uvedenou dobu se zde také vytvářely úrodné sprašové půdy.

### Charakter lesa
Les je převážně dubohabrový. Po staletí se porost průběžně obnovoval, na počátku 21. století byl věk nejstarších dubů a habrů v Hambašském lese kolem 350 let. Kromě těchto druhů se zde vyskytují i buky a v posledních letech i břízy a smrky. Na zbylé ploše 200 hektarů roste celkem přibližně 43 000 stromů. Pro bylinné patro jsou typické porosty konvalinky vonné. V Hambašském lese se vyskytuje na 140 druhů živočichů.

## Protesty

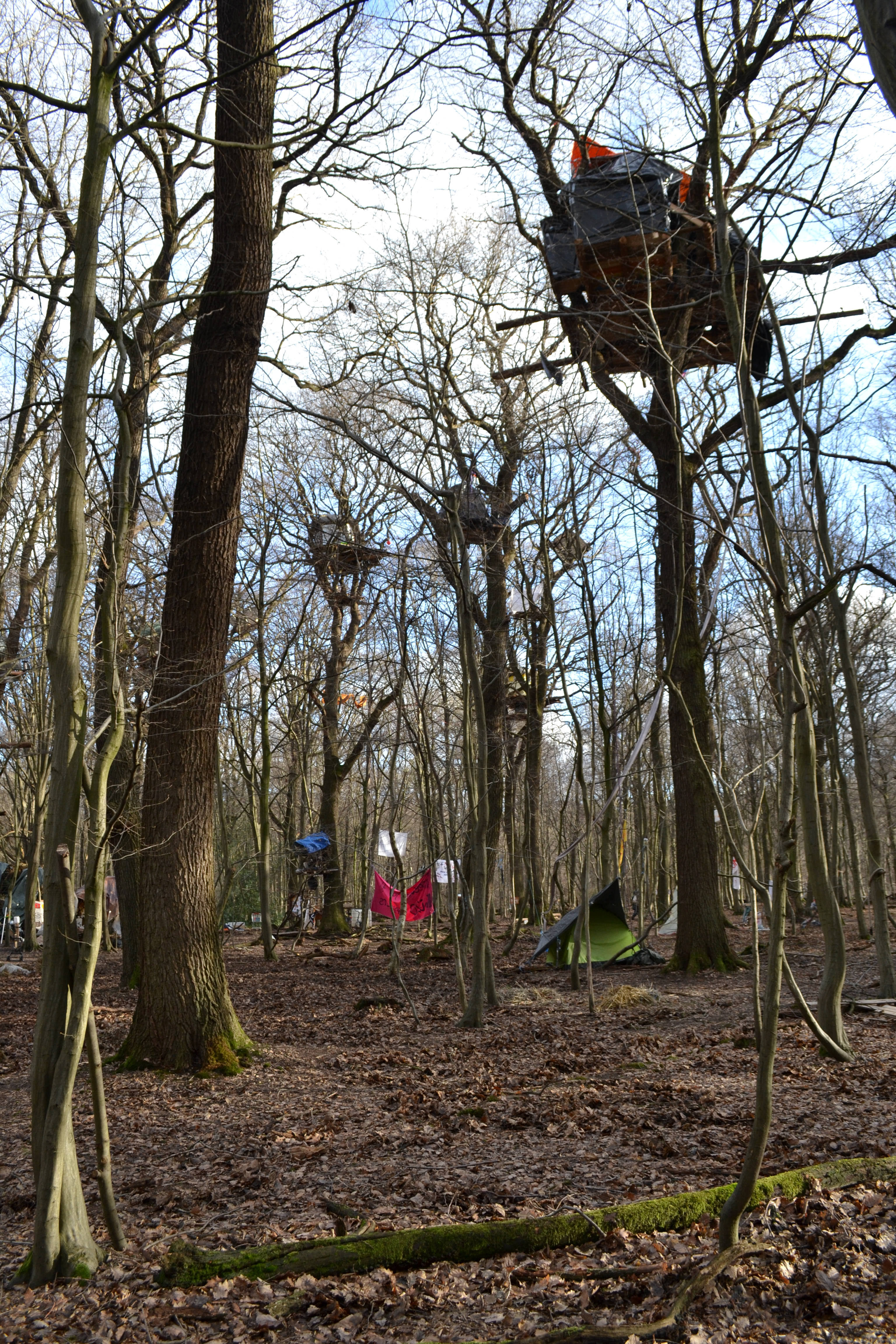
„Posedy“ aktivistů v Hambašském lese (únor 2018)

Hambašský les se nachází na pozemcích, které jsou ve vlastnictví energetického koncernu RWE. Podle svých plánů chce společnost RWE Power AG do roku 2040 vytěžit v Dole Hambach celkem 2,4 miliardy tun hnědého uhlí.
V souvislosti se záměry společnosti RWE vykácet během zimy 2018/2019 poslední zbytky Hambašského lesa zesílily protesty aktivistických hnutí a ochránců přírody. V září 2018 policie na žádost zemské vlády zlikvidovala obydlí, která si v korunách stromů zřídili aktivisté, aby mohli nepřetržitě střežit les. Během své práce se zde v uvedené době době smrtelně zranil mladý německý novinář Steffen Meyn, který se zřítil z můstku v korunách stromů.
Dne 20. února 2019 vystoupil ministerský předseda německé spolkové země Severní Porýní-Vestfálsko Armin Lachet (CDU) v zemském parlamentu s prohlášením, že Hambašský les má být zachován. Zároveň seznámil poslance s celostátními záměry na utlumení těžby hnědého uhlí. Vyzval přitom protestující aktivisty, aby les opustili, pokud ho skutečně chtějí chránit.